# Oel (Wolfsegg)
 Oel ist ein Gemeindeteil der Gemeinde Wolfsegg im Landkreis Regensburg (Oberpfalz, Bayern). Die Einöde liegt etwa 1,1 km südwestlich des Ortes Wolfsegg.

## Geschichte
Die Einöde Oel entstand am 3. Juli 1715 als Ausbruch von Haus Nr. 4 des Ortes Wall. Damals errichteten Hans Plaicher und seine Ehefrau Elisabeth von einem von Michl Plaicher erkauften Grundstück ein Söldenhäuschen; das Anwesen ist heute im Besitz der Familie Bleicher aus Pielenhofen. Ein zweites Haus entstand hier am 23. April 1716 als der Hofbauer von Wall, Hans Georg Plaicher, ein Grundstück für seine Enkelin Margareth, die mit dem Dienstknecht Sebastian Prunhuber verheiratet war, abtrat. Das hier erbaute hölzerne Haus ist vor 1939 abgerissen worden. 1765 errichtete der Hofbauer Hans Adam Bleicher von Wall ein steinernes Tagwerkerhaus, das bis 1830 im Eigentum der Familie blieb; danach wurde es an einen Gütler verkauft und entwickelte sich zu einem eigenständigen Bauernhof.
Oel besteht heute aus zwei Bauernhöfen; 1987 lebten hier acht und 2014 vier Personen. 